# Stanisław Gać
Stanisław Gać, ps. Kuba (ur. 13 czerwca 1916 w Jeziorku, zm. 13 lutego 2016 w Warszawie) – polski działacz społeczny i państwowy oraz ruchu ludowego, uczestnik kampanii wrześniowej, pułkownik dyplomowany Wojska Polskiego.

## Życiorys
Działalność polityczną rozpoczął od wstąpienia do Związku Młodzieży Wiejskiej RP „Wici”. W czasie pełnienia służby wojskowej po ukończeniu szkoły podoficerskiej awansował na stopień kaprala. Po wybuchu wojny, w której w czasie kampanii wrześniowej w 1939 był ranny, awansował na plutonowego. W 1940 został członkiem Związku Walki Zbrojnej, a po wstąpieniu w 1942 do Polskiej Partii Robotniczej przeciągnął część członków ze swojego regionu do Gwardii Ludowej. W lipcu 1944 będąc już szefem sztabu okręgu Armii Ludowej został aresztowany przez Niemców był torturowany na Szucha, zerwano paznokcie z obu rąk, mimo strasznych obrażeń nie zdradził, został skazany na śmierć. Przez pomyłkę trafił jednak do obozu koncentracyjnego, gdzie był więziony do zakończenia wojny. Po wojnie z ramienia PPR został wybrany posłem na Sejm Ustawodawczy (1947–1952) w okręgu Przasnysz.
Pochowany na cmentarzu ewangelicko-augsburskim przy ulicy Młynarskiej (aleja 39, grób 63).

## Ordery i odznaczenia
- Order Krzyża Grunwaldu klasy III (25 grudnia 1943 - jedno z pierwszych nadań)[5]
- Krzyż Srebrny Orderu Virtuti Militari (6 września 1946)[6]
- Złoty Krzyż Zasługi (11 maja 1946)[2]
- Krzyż Partyzancki
- Medal „Za udział w wojnie obronnej 1939” (1981)[7]
- Medal za Warszawę 1939–1945 (17 stycznia 1946)[8]
- Medal Zwycięstwa i Wolności 1945
- Odznaka za Rany i Kontuzje (trzykrotnie)
- Medal im. Ludwika Waryńskiego (1986)[9]